# Kiato
Kiato (græsk: Κιάτο) er en by i den nordlige del af  den regionale enhed Korinth i periferien Peloponnes, Grækenland. Den er hovedsæde for kommunen Sikyona. Kiato ligger ved Korinthbugten, nær mundingen af floden Asopos. Den har meget turist aktivitet hovedsageligt om sommeren. Den antikke by Sicyon lå 4 km sydvest for det nuværende Kiato. Kiato ligger 4 km nordvest for Velo, 13 km sydøst for Xylokastro og 18 km nordvest for Korinth. Græsk nationalvej 8A (Patras - Korinth - Athen) passerer sydvest for byen. Den havde en station på den nu nedlagte Piræus-Patras jernbane, og den er den vestlige endestation for en Proastiakos (forstadstog) linje til Athen. Passagerer i den offentlige transport mellem Patras og Athen skifter nu mellem tog og bus i Kiato.